# Карлсборг
Карлсборг (швед. Karlsborg) — містечко (tätort, міське поселення) у центральній Швеції в лені Вестра-Йоталанд. Адміністративний центр комуни  Карлсборг.

## Географія
Містечко знаходиться у північно-східній частині лена Вестра-Йоталанд за 301 км на південний захід від Стокгольма. Розташоване на західному березі озера Веттерн. Гета-канал відокремлює центр містечка від житлового району на півночі.

## Історія
Поселення, яке до 1832 року мало назву Редесунд, виросло поруч із фортецею Карлсборг, яка почала будуватися ще в 1819 році. Тут був ринок і житлові приміщення для працівників фортеці. Поселення зростало також завдяки Гета-каналу, який проходить поруч.

## Населення
Населення становить 3 766 мешканців (2018). 

## Спорт
У поселенні базується гандбольний клуб ІФК Карлсборг, бенді Карлсборгс БК та інші спортивні організації. 

## Галерея

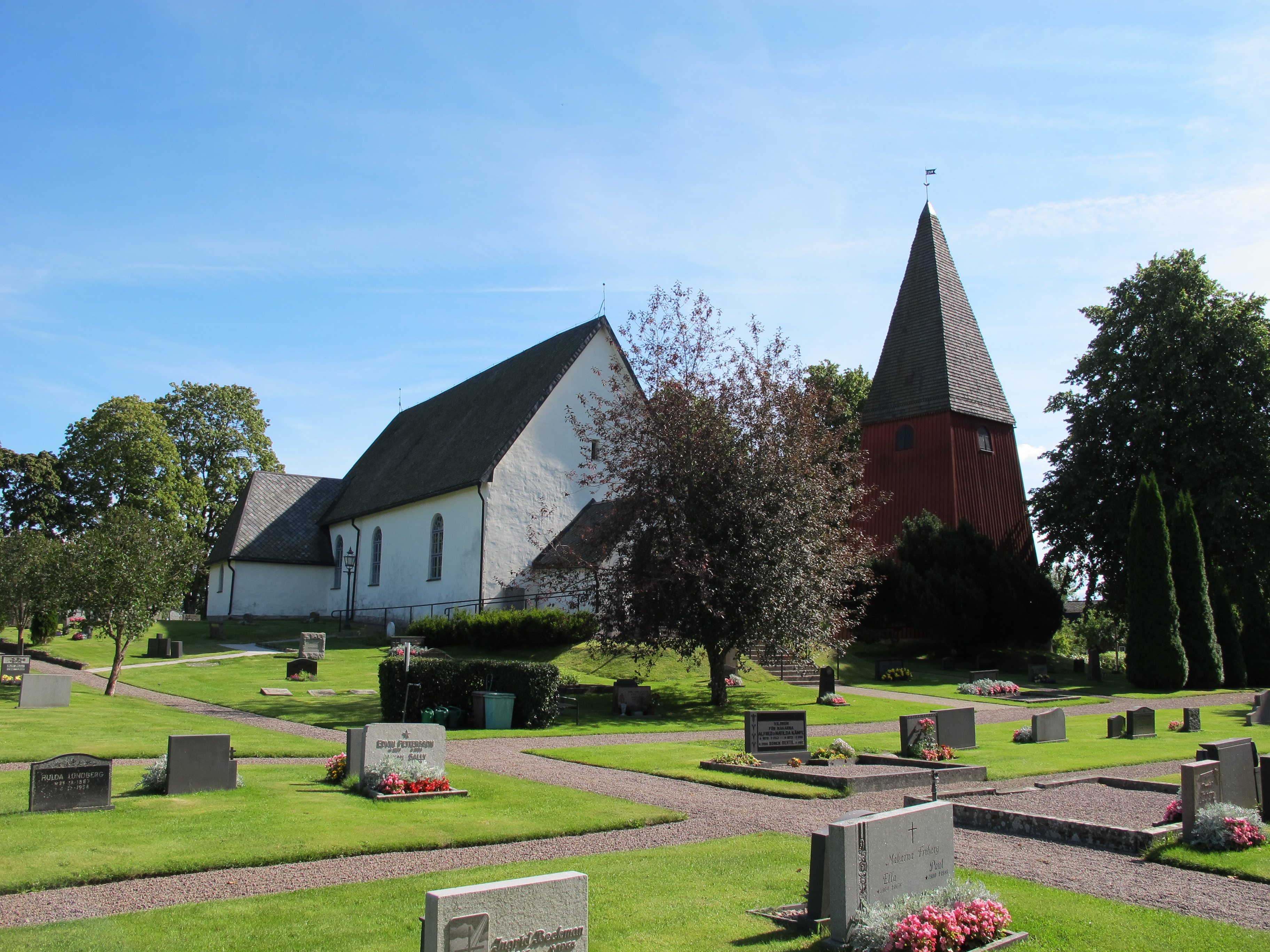
Церква
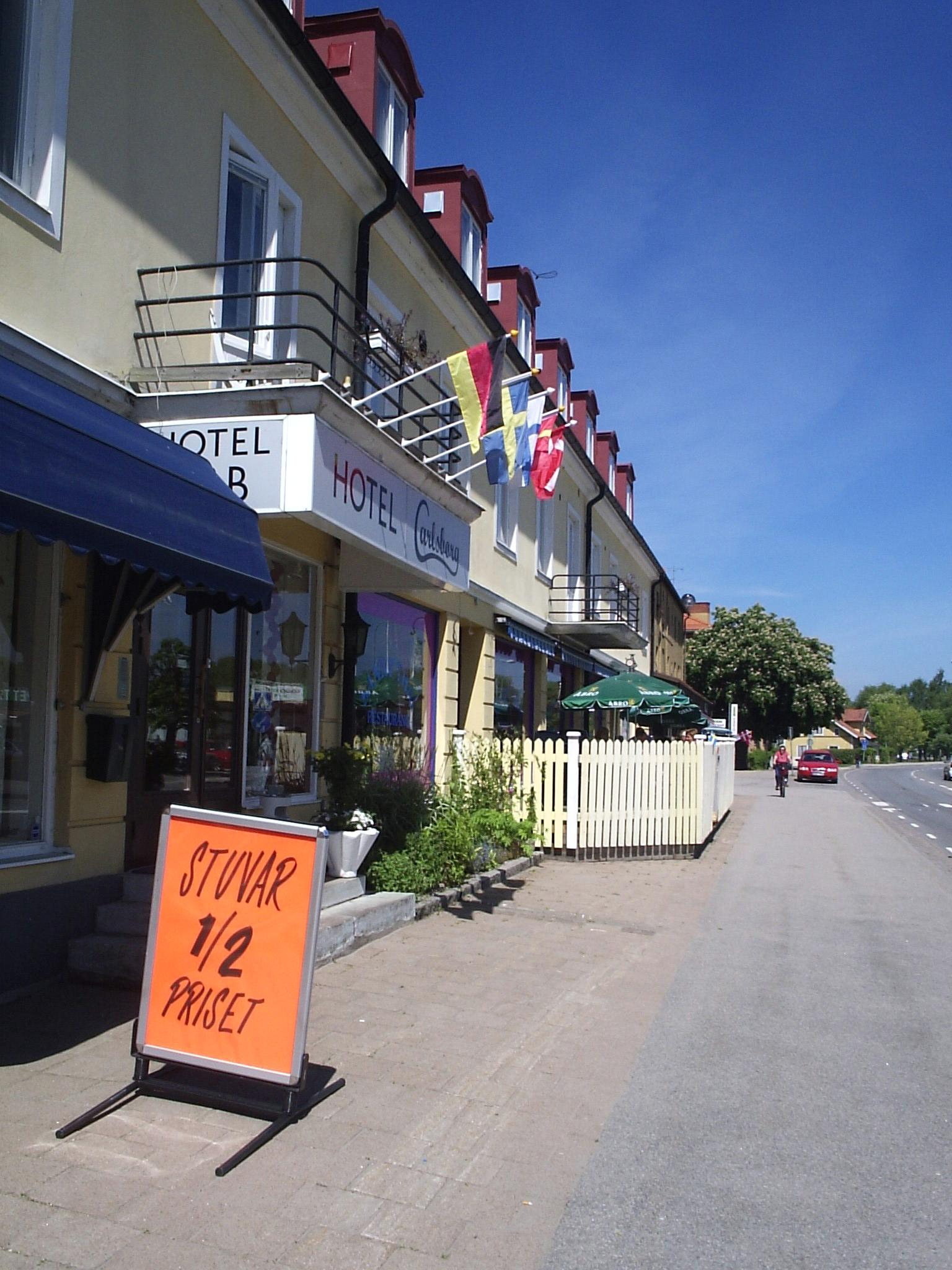
Вулиця Стургатан
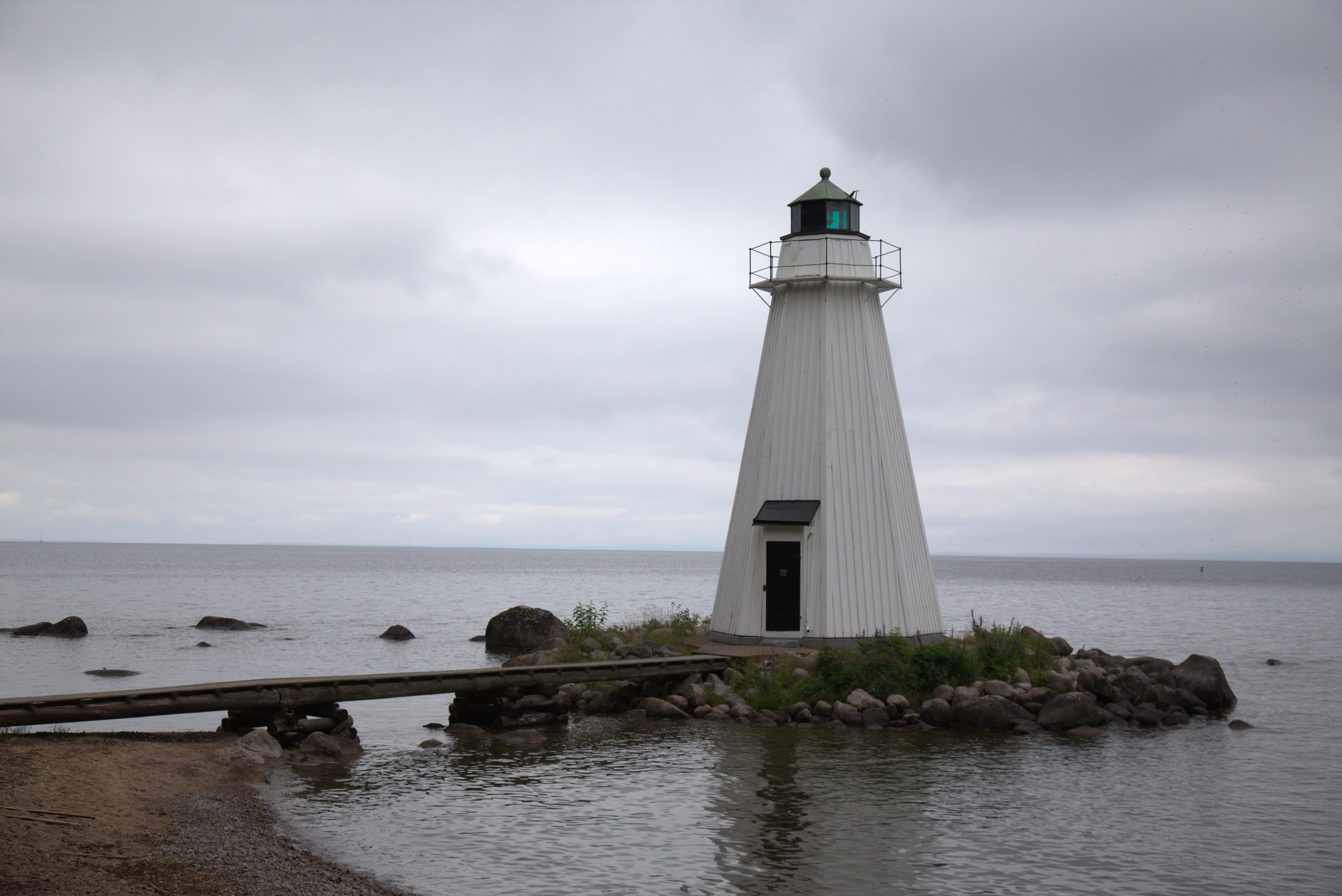
Маяк
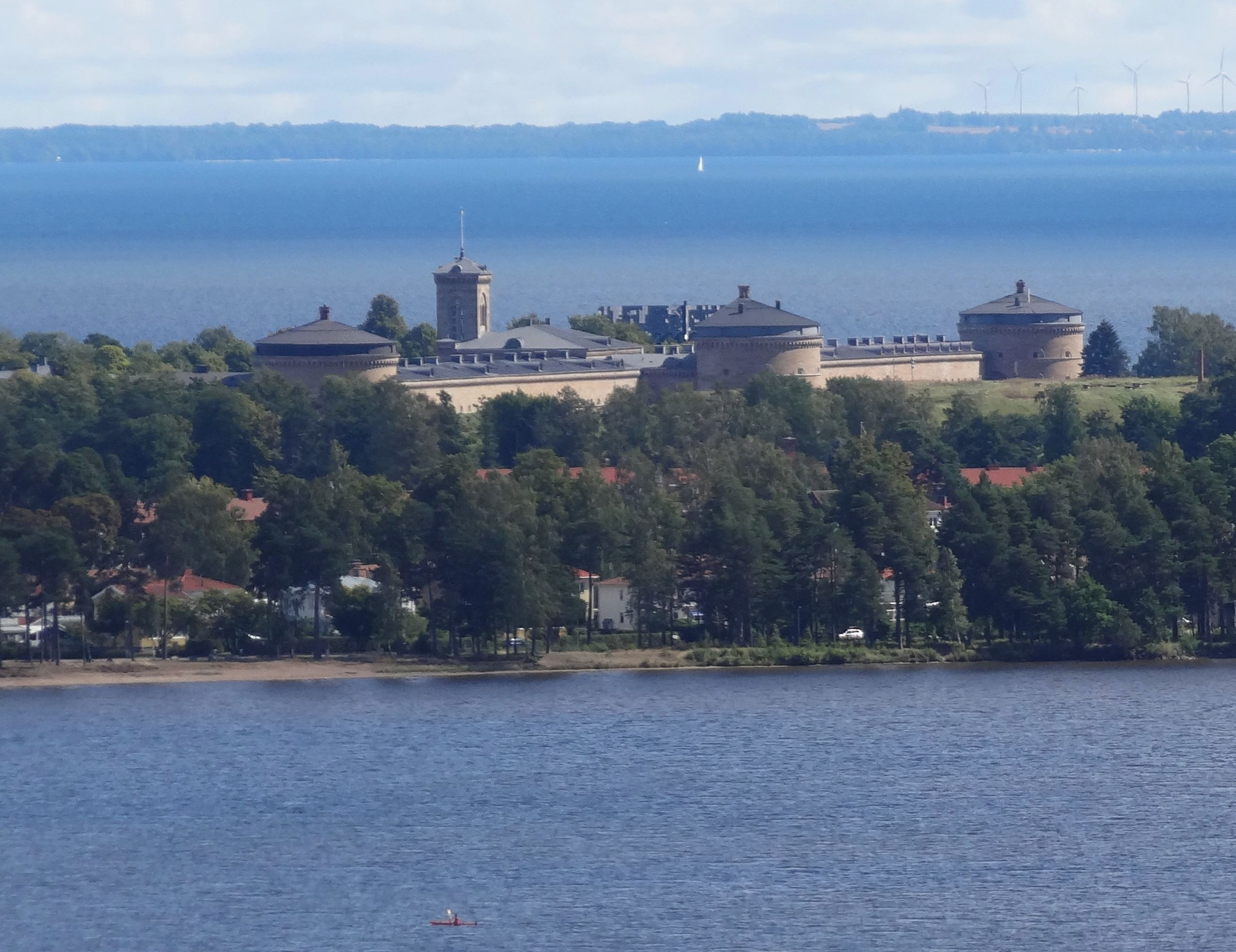
Фортеця Карлсборг
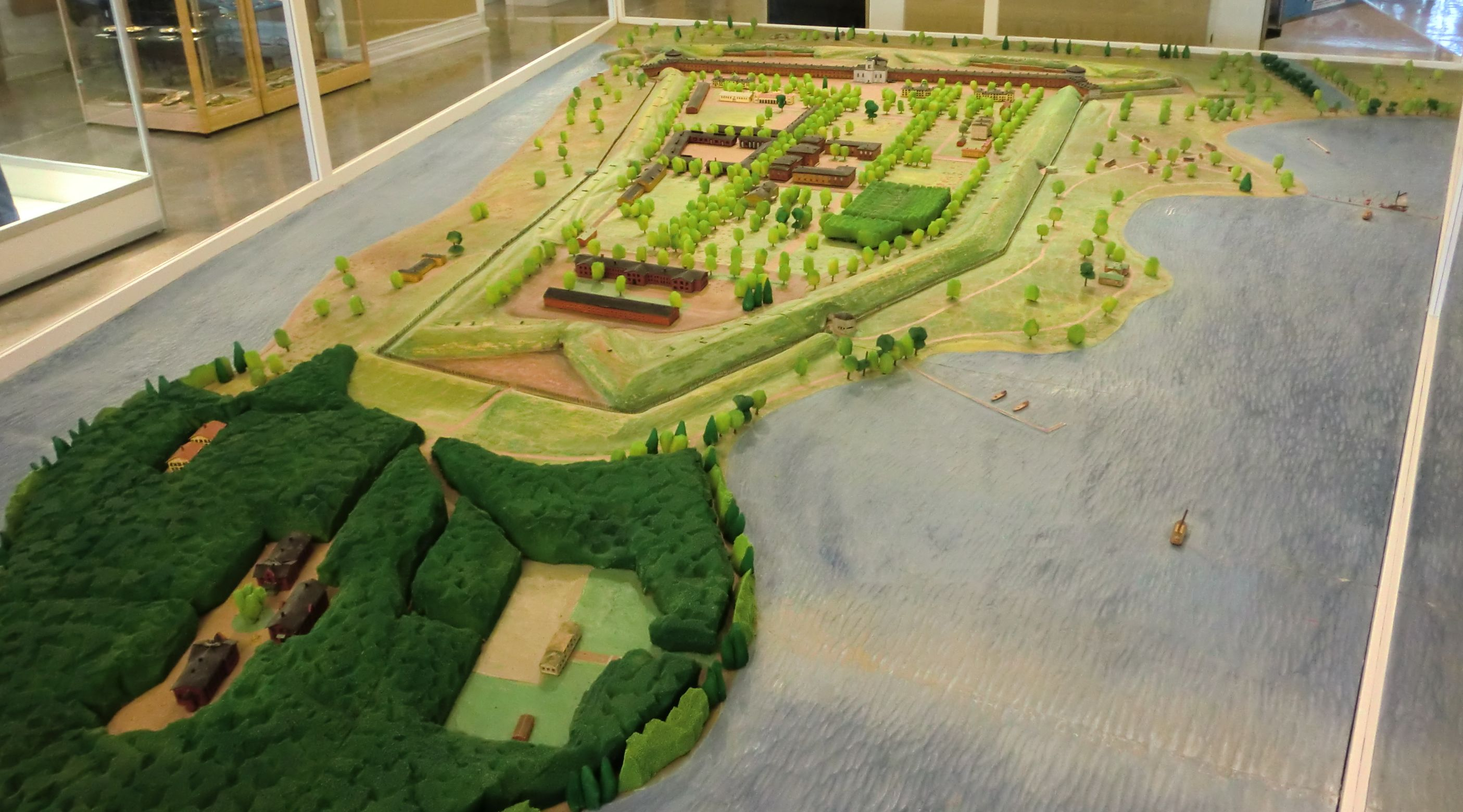
Макет фортеці Карлсборг

## Покликання
- Сайт комуни Карлсборг [Архівовано 16 червня 2022 у Wayback Machine.]